# Јуровчак
Јуровчак (хрв. Jurovčak, мађ. Györgyhegy) је насељено место у општини Свети Мартин на Мури, Међимурска жупанија, Хрватска.

## Историја
До територијалне реорганизације у Хрватској био је у саставу старе општине Чаковец.

## Становништво
У попису становништва из 2011. године, Јуровчак је имао 163 становника.
| Број становника према пописима | Број становника према пописима | Број становника према пописима | Број становника према пописима | Број становника према пописима | Број становника према пописима | Број становника према пописима | Број становника према пописима | Број становника према пописима | Број становника према пописима | Број становника према пописима | Број становника према пописима | Број становника према пописима | Број становника према пописима | Број становника према пописима | Број становника према пописима |
| ------------------------------ | ------------------------------ | ------------------------------ | ------------------------------ | ------------------------------ | ------------------------------ | ------------------------------ | ------------------------------ | ------------------------------ | ------------------------------ | ------------------------------ | ------------------------------ | ------------------------------ | ------------------------------ | ------------------------------ | ------------------------------ |
| 1857                           | 1869                           | 1880                           | 1890                           | 1900                           | 1910                           | 1921                           | 1931                           | 1948                           | 1953                           | 1961                           | 1971                           | 1981                           | 1991                           | 2001                           | 2011                           |
| 182                            | 196                            | 0                              | 0                              | 241                            | 344                            | 305                            | 321                            | 391                            | 364                            | 329                            | 315                            | 228                            | 194                            | 216                            | 163                            |

Напомена: Године 1880. и 1890. подаци су садржани у насељу Гркавешчак.

## Галерија
- виноградско брдо
- Јуровчак, предео северног Међимурја
- старе пољопривредне машине